# Włada Majewska

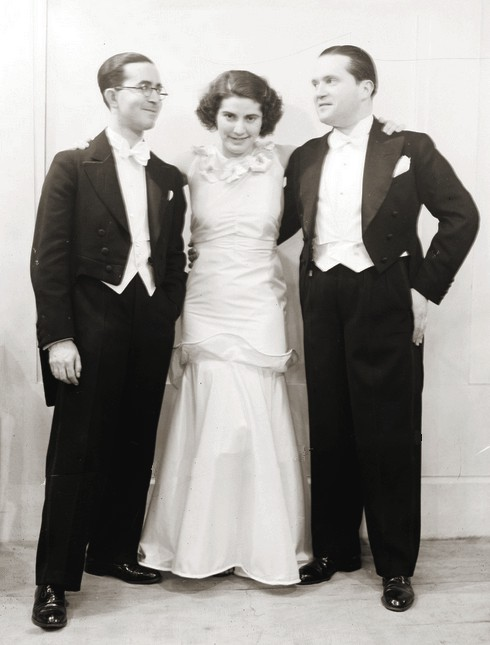
Alfred Schutz, Włada Majewska i Wiktor Budzyński (1936)

Włada Majewska, właśc. Włodzimira Władysława Majewska (ur. 19 marca 1911 lub 1914 we Lwowie, zm. 18 maja 2011 w Chislehurst) – polska dziennikarka radiowa, aktorka i pieśniarka, działaczka emigracyjna.

## Życiorys
Córka Katarzyny Majewskiej i Zygmunta (nazwisko nieznane), adwokata. Uczęszczała do kilku szkół, w tym prowadzonych przez siostry nazaretanki i benedyktynki ormiańskie. Ukończyła studia prawnicze na Uniwersytecie Jana Kazimierza we Lwowie oraz wydział prawa administracyjnego Uniwersytetu Edynburskiego.
W 1930 podjęła pracę w lwowskiej rozgłośni Polskiego Radia. Występowała jako piosenkarka i parodystka, od 1932 wraz z zespołem Szczepcia i Tońka w „Wesołej Lwowskiej Fali” Wiktora Budzyńskiego (po wojnie Majewska i Budzyński zawarli związek małżeński w Edynburgu, świadkiem na ich ślubie był generał Stanisław Maczek). Po agresji ZSRR na Polskę, 18 września 1939, wraz z zespołem, ewakuowała się do Rumunii. Występowali w Rumunii od 14 listopada 1939 do 13 lutego 1940 roku, dając 56 występów. 8 marca 1940 roku zespół „Lwowskiej Fali”' opuścił Rumunię i przez Jugosławię i Włochy pojechał do Armii Polskiej we Francji, dając 30 występów. 22 czerwca 1940 roku, po upadku Francji, na małym angielskim frachtowcu zespół ewakuował się do Szkocji. 24 czerwca 1940 roku odbył się tam pierwszy występ zespołu. Wraz z „Lwowską Falą” przeszła szlak bojowy 2 Korpusu. Teatralny zespół żołnierski wchodził w skład 10 Brygady Kawalerii Pancernej gen. Maczka. „Fala” wystąpiła dla polskiego wojska ponad 800 razy, dając spektakle na platformach ciężarówek, w barakach żołnierskich, a nawet w bunkrach. Ostatni występ zespołu miał miejsce 17 listopada 1946 roku w szpitalu wojskowym w Whitechurch.
Po wojnie pozostała na emigracji w Wielkiej Brytanii. Po rozwodzie z Wiktorem Budzyńskim została producentem kabaretów literackich Mariana Hemara oraz aktorką w jego teatrze w Londynie. Wraz z Leopoldem Kielanowskim, a następnie Tadeuszem Kryską-Karskim począwszy od wczesnych lat 50. przez ponad 30 lat prowadziła londyńskie biuro Rozgłośni Polskiej Radia Wolna Europa RWE, nagrywając dla niej programy artystyczne, wywiady i codzienne korespondencje. W 1991 roku wraz z Renatą Bogdańską-Anders i Emilem Niedźwirskim odwiedziła pierwszy raz od 1939 roku Polskę. W trakcie wyjazdu odwiedziła też Lwów.  W 1994 przekazała Polskiemu Radiu londyńskie archiwa RWE z dźwiękowym zapisem twórczości Mariana Hemara, zachowane dzięki jej staraniom. W 2005 roku uhonorowana Diamentowym Mikrofonem z okazji 80-lecia Polskiego Radia. Autorka książki wspomnieniowej wydanej w 2006 roku pod tytułem Z Lwowskiej Fali do Radia Wolna Europa.
Należała do Stowarzyszenia Pracowników, Współpracowników i Przyjaciół Rozgłośni Polskiej Radia Wolna Europa Imienia Jana Nowaka-Jeziorańskiego w Warszawie.
21 marca 2011 odbyły się uroczystości jubileuszowe stulecia jej urodzin, zainicjowane przez środowisko byłych pracowników Rozgłośni Polskiej Radia Wolna Europa.
Mieszkała w Wielkiej Brytanii. Ostatnie 1,5 roku życia spędziła w Domu Kombatanta „Antokol” w Chislehurst (Kent) pod Londynem.

## Odznaczenia, nagrody i wyróżnienia
- Krzyż Komandorski Orderu Odrodzenia Polski (1994)
- Krzyż Oficerski Orderu Odrodzenia Polski (30 maja 1980)[5]
- Złoty Krzyż Zasługi (11 listopada 1966, nadany przez Egzekutywę Zjednoczenia Narodowego)
- Srebrny Medal „Zasłużony Kulturze Gloria Artis” (2007)
- Odznaka honorowa „Zasłużony dla Kultury Polskiej”
- Medal Polonia Mater Nostra Est
- Honorowa Złota Odznaka Stowarzyszenia Polskich Kombatantów (1972)
- Honorowa Złota Odznaka Stowarzyszenia Lotników Polskich (kwiecień 1975)
- Krzyż Dywizji Pancernej
- Złota Odznaka 50-lecia Harcerstwa Polskiego – za zasługi położone dla rozwoju harcerstwa
- Złota Odznaka Honorowa Koła Lwowian
- Złoty Medal Kongresu Kultury (styczeń 1988)
- Złoty Krzyż Polskich Dywizjonów Lotniczych
- Dyplom i Odznaka 307. Nocnego Dyonu Myśliwskiego Lwowskiego (18 sierpnia 1944, w uznaniu prac i zasług położonych dla dyonu)
- Nagroda Teatralna „Dziennika Polskiego” dla najlepszej aktorki za rok 1967[6]
- Diamentowy Mikrofon z okazji 80-lecia Polskiego Radia za wkład w rozwój polskiej radiofonii (wrzesień 2005)